# Jacob Niessner
Jacob Niessner (ur. 1908, zm. 14 lipca 1948 w Landsberg am Lech) – zbrodniarz nazistowski, członek załogi niemieckiego obozu koncentracyjnego Majdanek i Dachau oraz SS-Sturmmann.
Volksdeutscher rumuński. Z zawodu rolnik, ukończył tylko 5 lat szkoły podstawowej. W czasie II wojny światowej pełnił służbę jako wartownik w obozach w Lublinie (i jego podobozie Warschau) oraz Dachau. 25 lutego 1947 został wydany Polsce przez władze amerykańskie. Za mordowanie więźniów podczas transportów z KL Warschau do KL Dachau został skazany 26 stycznia 1948 przez Sąd Okręgowy w Lublinie na karę śmierci przez powieszenie. Wyrok wykonano w połowie lipca 1948.